# Ritratto di Mademoiselle E.F.
Il Ritratto di Mademoiselle E.F...; a proposito del balletto "La Source" (Portrait de Mlle...E[ugénie] F[iocre]: à propos du ballet "La Source") è un dipinto del pittore francese Edgar Degas, realizzato nel 1867-68 e conservato al Brooklyn Museum of Art di New York.

## Descrizione

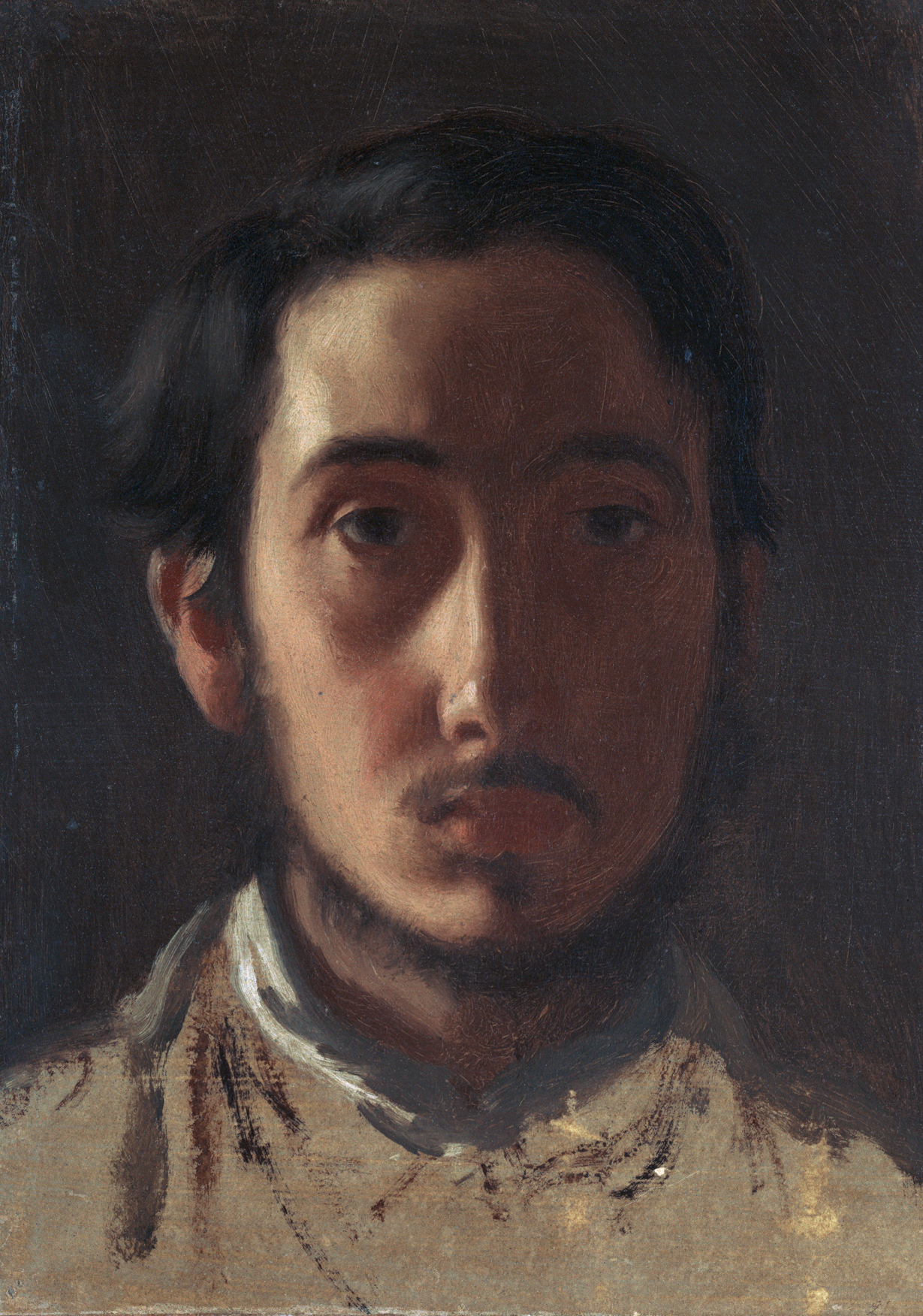
Edgar Degas, Autoritratto (1857 circa), olio su carta montata su tela

Lo spunto dell'opera fu fornito dall'osservazione di un balletto denominato per l'appunto La Source e messo in scena all'Opera di Parigi in rue Peletier il 12 novembre 1866. Degas ovviamente prese parte all'evento e fu profondamente colpito dalla bravura di Eugénie Fiocre, una donna di umili origini che tuttavia era riuscita a consacrare la propria affermazione sociale grazie al balletto e a un matrimonio ben riuscito. La gestazione del dipinto, iniziata nell'estate 1867 e terminata nella primavera dell'anno successivo, conobbe l'esecuzione di vari schizzi e bozzetti preparatori, come da consuetudine d'altronde in Degas.
Il Ritratto di Mademoiselle E.F. è particolarmente emblematico siccome è il primo dipinto di Degas consacrato al mondo del balletto e della danza. Durante gli anni giovanili, infatti, Degas era solito rivolgersi a temi storici, da lui approfonditi in dipinti come Semiramide alla costruzione di Babilonia e Giovani spartani che si esercitano: egli, tuttavia, individuò nell'opera teatrale un tema ideale dove proporre i due generi – quello storico e quello contemporaneo – in una mirabile fusione, grazie all'azione della finzione scenica. Il dipinto, tuttavia, è impostato su una grande ambiguità tematica, siccome non si può considerare né pienamente un ritratto, né una scena teatrale in senso canonico, siccome - come osservato dalla critica d'arte Giovanna Rocchi - «nessun elemento concorre a definire il palcoscenico». Diverse sono state le fonti figurative alle quali il pittore si è rivolto durante l'esecuzione del Ritratto: innanzitutto i dipinti esotici dell'amico Gustave Moreau, futuro caposcuola del Simbolismo, ma anche Eugène Delacroix, Eugène Fromentin e, tra i maestri del passato, Nicolas Poussin, grazie al quale Degas riesce a ricolmare il dipinto di un'intensa aura mistica.
Degas, d'altronde, non è interessato a porre l'accento sull'opera teatrale in senso stretto: Eugénie Fiocre, infatti, non appare come una star del teatro, bensì come una donna chiusa nei propri pensieri durante un momento di pausa. Nonostante le fatiche sceniche si siano momentaneamente interrotte, mademoiselle Eugénie continua a indossare gli abiti per la sua parte, nella fattispecie una veste blu serica con rifiniture d'argento, pantaloni di garza leggere color oro maculato e un cappello «tartaro» di raso rosso ricamato con perle rosso-nere e lustrini dorati. Davanti alla Fiocre, in ogni caso, si estende uno specchio d'acqua dal quale si abbevera un cavallo assetato: Degas, oltre a rendere magistralmente i riflessi della superficie idrica, risolve ottimamente anche la quinta scenica, composta da rocce che, grazie al loro timbro cromatico delicato, si fondono armoniosamente con il terreno e non soverchiano la scena.